# 자성 (불교)
자성(自性, 산스크리트어: svabhāva, sva-laksana, svalakṣaṇa, 팔리어: sabhāva, 영어: intrinsic nature, essential nature, essence)은 다른 어떤 것과도 관계하지 않는 자기만의 특성이다. 즉, 어떤 법(法)의 본질적 성질을 그 법(法)의 자성이라고 하며, 간단히 성(性)이라고도 하며 또한 다른 말로 체(體) 또는 실체(實體)라고도 하며 또한 체성(體性)이라고도 한다.  어떤 법(法)의 자성은 해당 법을 다른 법과 구별되게 하는 결정적 요소이다. 부파불교의 설일체유부와 대승불교의 유식유가행파와 법상종에서는 흔히 자상(自相)이라고도 하며 또한 체상(體相)이라고도 한다.
어떤 법(法)의 본질적 성질을 자성(自性), 자상(自相) 또는 성(性) 이라고 하는 것에 대해, 그 법(法)이 이 본질적 성질을 바탕으로 다른 법(法)에 대해 일으키는 본래의 작용(作用), 즉 본질적 작용을 업(業) 또는 용(用)이라고 한다. 말하자면, 업(業)에는 여러 가지 뜻이 있는데 '작용'의 뜻이 있다. 예를 들어, 대승불교의 유식유가행파와 법상종의 주요 논서인 안혜의  《대승광오온론》의 제1권 그리고 호법 등의 《성유식론》의 제5권부터 제7권까지에서는 여러 마음작용(심소법)들에 대해 정의하고 설명하고 있는데, 각각의 마음작용(심소법)을 정의할 때 해당 마음작용의 본질적 성질인 성(性)과 본질적 작용인 업(業)을 밝힘으로써 해당 마음작용을 정의하고 있다. 본질적 성질인 성(性)과 본질적 작용인 업(業) 또는 용(用)은 동전의 앞면 · 뒷면과 같은 것이라고 할 수 있다.
본질적 성질[性]을 다른 말로는 성능(性能)이라고도 하는데, 여기서 성은 성질 즉 본질적 성질을 뜻하고 능은 기능 또는 능력 즉 본질적 기능 또는 본질적 능력을 뜻한다. 한편, 성능의 일반 사전적인 의미는 '어떤 물건이 지닌 성질과 능력 또는 기능'이다.
한편, 본질적 성질과 본질적 작용을 합하여 불교 용어로 체용(體用)이라고도 하는데, 그 의미를 확대하여, 즉 체(體)와 용(用)을 개별 법의 본질적 성질과 본질적 작용을 가리키는 뜻으로 쓰는 것에서 한걸음 더 나아가, 체(體)를 일체의 만법의 본성으로, 용(用)을 본성이 일체의 만법 즉 차별적 현상을 구체화시켜 표현하는 것으로 해석하기도 한다. 체상(體相)을 이러한 뜻으로 사용하기도 한다. 즉, 체(體)를 본질로, 상(相)을 본질이 구체화된 모습 즉 차별적 현상으로 해석하기도 한다.
자성(自性) 또는 자상(自相)에 대하여,
공상(共相, 산스크리트어: sāmānya lakṣaṇa, 영어: common nature)은 여러 가지 법(法: 개별 존재)에서 공통으로 존재하는 특성이다. 예를 들어, 가을의 산이 빨갛고 불이 빨갛고 옷이 빨갛다고 할 때의 공통의 빨강을 가리켜 공상(共相)이라고 하고, 파랑 혹은 노랑 등과 구별되는 빨강 그 자체를 가리켜 자상(自相)이라고 한다.
자상(自相)에는 처자상(處自相)과 사자상(事自相)의 구별이 있다.

## 임지자성 궤생물해
법(法)에는 객관적으로 독립된 실체 또는 존재라는 의미가 있는데, 임지자성 궤생물해(任持自性 軌生物解)는 이러한 의미의 법을 정의할 때 흔히 사용되는 문구이다.
중국 법상종의 규기(窺基)는 《성유식론술기(成唯識論述記)》에서 법(法)에 대해 다음과 같이 정의하고 있는데, 이 진술을 더 간단히 요약하여 "임지자성 궤생물해(任持自性 軌生物解)"라고 한다. 이 정의는 대승불교의 유식유가행파의 법(法)에 대한 정의라고 할 수 있다.
法謂軌持。軌謂軌範可生物解。持謂住持不捨自相。

법(法)은 궤지(軌持)를 말한다. 궤(軌)는 [해당 사물이 지닌] 궤범이 [해당] 사물에 대한 앎[解: 인식, 요해, 요별, 지식]을 낼 수 있게 한다는 것을 말한다. 지(持)는 [해당 사물이] 자상(自相)을 지니고 있어서 잃어버리지 않는 것을 말한다.
— 규기 조. 《성유식론술기》, 제1권, T43, p. 239c. 한문본

즉, 임지자성(任持自性)은 자신만의 자성(自性) 또는 자상(自相), 즉 본질적 성질을 지니고 있다는 뜻이고, 궤생물해(軌生物解)는 해당 사물에 대한 앎[解, 인식, 요해, 요별, 지식]을 낳게 하는 궤범이라는 뜻이다. 궤범은 사물과 사물 사이에 작용하는 규범, 즉 법칙적 관계를 뜻하는데, '궤생물해'는 해당 사물(법)이 다른 사물(법)들에 대해 가지는 법칙적 관계, 즉 본질적 작용이 해당 사물(법)을 앎[解]에 있어서 결정적인 역할을 한다는 것을 말한다.
예를 들어, 5온 중의 하나인 수온, 즉 마음작용 중의 하나인 수(受)는 고수(苦受) · 낙수(樂受) · 불고불락수(不苦不樂受)의 3수(三受)로 나뉘는데, 3수는 다음과 같이 다른 마음작용인 촉(觸)과 욕(欲)과의 관계에서 파악할 때 아주 명료하게 이해된다.
云何受蘊。謂三領納。一苦二樂三不苦不樂。

樂謂滅時有和合欲。

苦謂生時有乖離欲。

不苦不樂謂無二欲。

수온(受蘊)이란 무엇인가? [지각대상에 대한] 3가지의 느낌[領納, 지각]을 말하는데,
첫 번째는 괴롭다는 느낌[苦受]이고,
두 번째는 즐겁다는 느낌[樂受]이고,
세 번째는 괴롭지도 즐겁지도 않다는 느낌[不苦不樂受]이다.

즐겁다는 느낌[樂受]이란 [그 지각대상이] 사라질 때 [즉, 지각대상과 헤어질 때, 그것과] 다시 만나고 싶어하는 욕구[和合欲]가 있는 것을 말한다.

괴롭다는 느낌[苦受]이란 [그 지각대상이] 생겨날 때 [즉, 지각대상과 만날 때, 그것과] 떨어지고 싶어하는 욕구[乖離欲]가 있는 것을 말한다.

괴롭지도 즐겁지도 않다는 느낌[不苦不樂受]이란 이들 2가지 욕구[欲]가 없는 것을 말한다.
— 세친 조, 현장 한역. 《대승오온론》, T31, p. 848b. 한문본

즉, 법을 '임지자성 궤생물해(任持自性 軌生物解)'라고 정의하는 것은, 법은 자기만의 자성 또는 자상을 지니고 있어서 그 자성 또는 자상은 해당 법에 대한 앎[解, 인식, 요해, 요별, 지식]의 궤범이 되어 해당 법을 종합적으로 인식할 수 있게 한다는 것이며, 또한 이러한 사물 또는 존재를 법(法)이라 한다는 것이다.

## 처자상과 사자상
자상(自相)에는 처자상(處自相)과 사자상(事自相)의 구별이 있다.
처자상(處自相)은 6근(六根) · 6경(六境)의 12처(十二處) 각각의 본질적 특성을 말한다. 즉, 안근(眼根)·이근(耳根)·비근(鼻根)·설근(舌根)·신근(身根)·의근(意根)·색경(色境)·성경(聲境)·향경(香境)·미경(味境)·촉경(觸境)·법경(法境) 각각의 본질적 특성을 말한다. 사자상(事自相)은 특정한 처(處)의 자상, 즉 특정한 처자상(處自相)을 더욱 세분한 것을 말한다.
예를 들어, 설일체유부의 교학에 따르면, 색경(色境)에는 다음의 총 20가지의 사자상이 있다.
- 현색(顯色) 12가지: 청·황·적·백·구름·연기·먼지·안개·그림자·빛·밝음·어둠
- 형색(形色) 8가지: 장·단·방·원·고·하·정·부정

부파불교 시대의 설일체유부와 경량부 등의 인식론에서는 "안식·이식·비식·설식·신식의 5식, 즉 5식신(五識身)은 자상(自相)만을 취(取: 요별)한다"는 것을 인식에 대한 일반적 규칙들 중 하나로 보았는데, 설일체유부에서는 이 때의 "자상"은 처(處)의 자상, 즉 처자상(處自相)을 말하는 것이지, 사물의 자상, 즉 사자상(事自相)을 말하는 것이 아니라고 보았다.
한편, 설일체유부에서는 "안식·이식·비식·설식·신식의 5식, 즉 5식신(五識身)은 자상(自相)이 아닌 공상(共相)을 취한다"라는 것을 인식에 대한 규칙들 중 하나로 주장하였는데, 이 규칙에서의 "공상"이라는 말은 처자상을 뜻하고 "자상"이라는 말은 사자상을 뜻한다고 하였다. 즉, "안식·이식·비식·설식·신식의 5식, 즉 5식신(五識身)은 자상(自相)만을 취(取: 요별)한다"라는 인식 규칙을 달리 표현한 것에 지나지 않은 것이라고 하였다.

## 같이 보기
- 대승불교
- 상속 (불교)
- 실체

## 참고 문헌
- 권오민 (2003). 《아비달마불교》. 민족사.
- 세친 지음, 현장 한역, 권오민 번역. 《아비달마구사론》. 한글대장경 검색시스템 - 전자불전연구소 / 동국역경원. |title=에 외부 링크가 있음 (도움말)
- 운허.  동국역경원 편집, 편집. 《불교 사전》. |title=에 외부 링크가 있음 (도움말)
- 최봉수 (1999). 〈색온에서의 색의 의미 - 구사론과 청정도론의 색온론을 비교하여〉. 《불교학보》.
- 황욱 (1999). 《무착[Asaṅga]의 유식학설 연구》. 동국대학원 불교학과 박사학위논문.
- 호법 등 지음, 현장 한역, 김묘주 번역 (K.614, T.1585). 《성유식론》. 한글대장경 검색시스템 - 전자불전연구소 / 동국역경원. K.614(17-510), T.1585(31-1). |title=에 외부 링크가 있음 (도움말)
- (중국어) 무착 조, 현장 한역 (T.1605). 《대승아비달마집론(大乘阿毘達磨集論)》. 대정신수대장경. T31, No. 1605, CBETA. |title=에 외부 링크가 있음 (도움말)
- (중국어) 星雲. 《佛光大辭典(불광대사전)》 3판. |title=에 외부 링크가 있음 (도움말)
- (중국어) 세친 조, 현장 한역 (T.1558). 《아비달마구사론(阿毘達磨俱舍論)》. 대정신수대장경. T29, No. 1558, CBETA. |title=에 외부 링크가 있음 (도움말)
- (중국어) 세친 조, 현장 한역 (T.1612). 《대승오온론(大乘五蘊論)》. 대정신수대장경. T31, No. 1612, CBETA. |title=에 외부 링크가 있음 (도움말)
- (중국어) 안혜 조, 현장 한역 (T.1606). 《대승아비달마잡집론(大乘阿毘達磨雜集論)》. 대정신수대장경. T31, No. 1606, CBETA. |title=에 외부 링크가 있음 (도움말)
- (중국어) 안혜 조, 지바하라 한역 (T.1613). 《대승광오온론(大乘廣五蘊論)》. 대정신수대장경. T31, No. 1613, CBETA. |title=에 외부 링크가 있음 (도움말)
- (중국어) 호법 등 지음, 현장 한역 (T.1585). 《성유식론(成唯識論)》. 대정신수대장경. T31, No. 1585, CBETA. |title=에 외부 링크가 있음 (도움말)